# Ambrières-les-Vallées
Ambrières-les-Vallées ist eine französische Gemeinde mit 2.603 Einwohnern (Stand: 1. Januar 2022) im Département Mayenne in der Region Pays de la Loire. Die Gemeinde gehört zum Arrondissement Mayenne und zum Kanton Gorron. Die Einwohner werden Amboriverain genannt.

## Geographie
Ambrières-les-Vallées liegt am Fluss Varenne, der hier in die Mayenne mündet, die auch die östliche Gemeindegrenze bildet. Die Gemeinde gehört zum Regionalen Naturpark Normandie-Maine. Umgeben wird Ambrières-les-Vallées von den Nachbargemeinden Ceaucé im Norden, Loré im Nordosten, Chantrigné im Osten, Saint-Loup-du-Gast im Osten und Südosten, La Haie-Traversaine im Süden und Südosten, Oisseau im Süden und Südwesten, Le Pas im Westen sowie Couesmes-Vaucé im Nordwesten.
Durch die Gemeinde führen die früheren Routes nationales 162 und 806.

## Geschichte
Bis 1910 hieß die Gemeinde lediglich Ambrières. Ab dann bis 1972 Ambrières-le-Grand. 1972 wurden die Kommunen Cignè und La Haie-Traversaine eingemeindet und der Name in den heutigen geändert. 1986 wurde La Haie-Traversaine wieder eigenständige Gemeinde.
| 1962 | 1968 | 1975 | 1982 | 1990 | 1999 | 2006 | 2012 | 2019 |
| ---- | ---- | ---- | ---- | ---- | ---- | ---- | ---- | ---- |
| 1610 | 1821 | 2561 | 2679 | 2841 | 2903 | 2775 | 2801 | 2639 |

## Sehenswürdigkeiten
- Romanische Kirche Notre-Dame, Ende des 11. Jahrhunderts erbaut, seit 1953 Monument historique
- Mühle von Champs, seit 1995 Monument historique
- Burg Heinrichs I. von England
- Ruinen der Burg Châteauneuf mit Donjon
- Schloss Le Tertre

## Persönlichkeiten
- Athanase Auger (1734–1792), Hellenist
- Louis Tanquerel des Planches (1810–1862), Arzt und Agronom
- Jacques Foccart (1913–1997), Politiker